# ANHELING
ANHELING (アンヘリング)は2006年から2011年まで活動した日本のロックバンド。

## 概要
自ら反宗教・反創価学会を掲げ、自身のMyspaceのプロフィール欄には"無神思想。嫌いなものは宗教と池田大作。" と表記されており、露骨な嫌悪を示す。ライブでは、三色旗を破る・池田大作の像を破壊するなどの過激なパフォーマンスを行っていた。。
活動初期以降はほとんどが日本語楽曲になり、反創価学会以外にもほかの宗教や大衆メディアに対する批判、民主党政権や朝鮮・中国に対する批判の曲などがある。
また楽曲以外の面でも日本のゴシック、インダストリアル系アンダーグラウンドシーンへの嫌悪感を露骨に示したが、当のゴシックシーンにはほとんど相手にされていなかった。
そのスタンスや音楽ジャンルから日本版Marilyn Manson、日本版Ministry、日本版KMFDMと比喩される事があると言い張ってはいるが、特にそう聞かれた記録や形跡はなく、ANHELINGメンバー本人達はRAMMSTEINに多大な影響を受け、音楽面に限ってはCOAL CHAMBERやType O Negativeに影響を受けたとブログ等で語っていた。
最初の事務所解約後からは最後まで無契約の所謂アマチュアバンドであったがカルト的な人気を持ち、SKINNY PUPPYのcEvin Keyとの共演をはじめ犬神サーカス団や鳥肌実などとのイベントヘッドライナーもつとめた。

## 最終的なメンバー
・Ivy"783"(イヴィ)

ボーカル。創設メンバーの一人。元創価学会員3世であり、樺太の民の血をひいている。現在はソロ活動をしている。
・Monster"210"Noise(ノイズ)

創設メンバーでありリーダー。ANHELINGで用いる全ての楽器と打込みプログラミングを使い、全ての作曲を手掛けた。
ANHELING解散後は無装蜂起を結成。現在は無装蜂起から改名したANGERCALLというバンドで活動している。
・malo:319(マロ)

キーボードを担当。曲によってはソプラノコーラスもこなした。
・hnsx"666"

テクノ系メタルユニットmeDag.のギタリスト。ANHELINGではライブメンバーとして参加していた。
・Zinn"330"(ジン)

ANHELINGのREMIX作成担当としてANHELINGに参加。
ライブには参加しなかった。

## 過去のメンバー
・HATE"883"(ヘイト)

ギタリスト。中学生の時からANHELINGに参加していた最年少であったが、2010年に脱退。
・WEST"912"DEAD(ウエスト)

ベース担当。元はオーディエンスであったがANHELINGのステージにあがり暴れる行為を繰り返し、2010年にメンバーの座についた。2011年に一身上の都合により脱退した。

## 来歴
2006年11月に現メンバーおよびその他により結成するも、すぐに活動を休止。

その後2008年1月に活動を再開する。

2008年2月にあるインディーズ事務所と契約を交わすが、反創価学会を掲げる歌詞の内容とそれに伴う宗教信者からの脅迫・殺害予告が問題となり5月には契約を解消。以後は自主活動を続けた。

2010年4月23日にはSkinny PuppyのcEvin keyとの共演が実現。このライブは同年5月にANHELING LIVE TERROR 4･23としてDVDとなっている。

2010年10月には自主レーベルOffice 19hateを設立した。代表はmalo:319。

2011年1月に行われた犬神サーカス団との2マンライブではANHELINGにゲストメンバーとしてYOUTHQUAKEのドラマーのShunが参加した。

2011年5月東日本大震災を受け、この月に行われたANHELING主催ライブでの収益を義援金にあてるとし、他の出演者や来場客にも寄付を呼びかけた。後日、日本赤十字社への120,000円の義援金納入をホームページやメンバーブログにて受領証の画像と共に報告した。

2011年9月に解散を発表。同10月の鳥肌実との共演ライブが最後のステージとなった。ANHELINGのステージ終盤に鳥肌実が裸で乱入し、池田大作の肖像を共に破り裂いて暴れる一幕があり双方のファンを沸かせた。

2013年12月18日ANHELINGが二年の時を経て再結成を発表した。メンバーはIVIとNOISE、ANGERCALLのギタリストSHIGEOを加えての三人編成となった。
2014年1月26日ANHELINGの復活ライブを行った。